# جون هاردي (عسكري)
جون هاردي (بالإنجليزية: John Leslie Hardie)‏ هو عسكري أسترالي، ولد في 20 مارس 1882 في بالارات في أستراليا، وتوفي في 21 يوليو 1956 في Concord, New South Wales ‏ في أستراليا.